# Hubbardia shoshonensis
Espèce
Synonymes
- Trithyreus shoshonensis Briggs & Hom, 1972

Hubbardia shoshonensis est une espèce de schizomides de la famille des Hubbardiidae.

## Distribution
Cette espèce est endémique de Californie aux États-Unis,. Elle se rencontre dans la grotte Shoshone Cave à Shoshone dans le comté d'Inyo.

## Description
Le mâle holotype mesure 4,83 mm et la femelle paratype 5,23 mm.

## Étymologie
Son nom d'espèce, composé de shoshon[e] et du suffixe latin -ensis, « qui vit dans, qui habite », lui a été donné en référence au lieu de sa découverte, la grotte Shoshone Cave.

## Publication originale
- Briggs & Hom, 1972 : A cavernicolous whip-scorpion from the northern Mojave desert, California (Schizomida: Schizomidae). Occasional Papers of the California Academy of Sciences, no 98, p. 1-7 (texte intégral).